# 악비
악비(중국어 간체자: 岳飞, 정체자: 岳飛, 병음: Yuè Fēi 웨페이[*], 1103년 3월 24일 ~ 1142년 1월 27일)는 남송 초기의 장군이다. 학자로서도 뛰어났다고 한다. 1178년 무목(武穆)의 시호를 받았다가 뒤에 충무(忠武)로 개정되었으며, 1204년 왕으로 추존되어 왕호(王號)는 악왕(鄂王)이 되었다. 자는 붕거(鵬挙). 작위는 제군(帝君). 직위는 선무사(宣撫使). 금나라와 평화협정을 맺으려 했던 송나라의 실책으로 살해되었다. 한족의 영웅으로 추앙되었다.

## 이력

### 생애 초반

#### 출생과 어린시절
악비는 원래 귀족들만 자칭할 수 있는 명칭인 한족의 귀족이였으나 이후 노비로 강등되어 가난한 농노 집안에서 자랐다. 고향은 현재의 허난성(河南) 안양시(安阳市) 탕음현(湯陰縣)이다.
태어나자마자, 황하가 범람해서 태어난 고향이 파괴되고, 그의 부친인 악화(岳和)는 그가 어렸을 때 홍수에 익사(溺死)하여, 악비와 그의 모친인 요부인(姚夫人)은 허베이성에 정착했다. 야사로는 악비의 아버지는 홍수에서 살아남아서 훨씬 후에까지 생존했다고 한다. 8살의 악비는 들판에서 악화와 만나게 되었다고 전하기도 한다.
악비는 1122년 의용군에 입대, 개봉을 방어했다. 의용군에 참가했고 무용이 뛰어나 그 중 금나라와의 전투 등에서 많은 군공을 세워 두각을 나타냈으며 1134년에는 절도사에 임명되었다. 소년시절에, 악비는 매일밤 잠들기 전에 손자병법을 읽는 것으로써 군사전략을 익혔다. 이 지식은 그가 후일 장군으로서 활약하는 데 도움을 주었다.

#### 무술 훈련

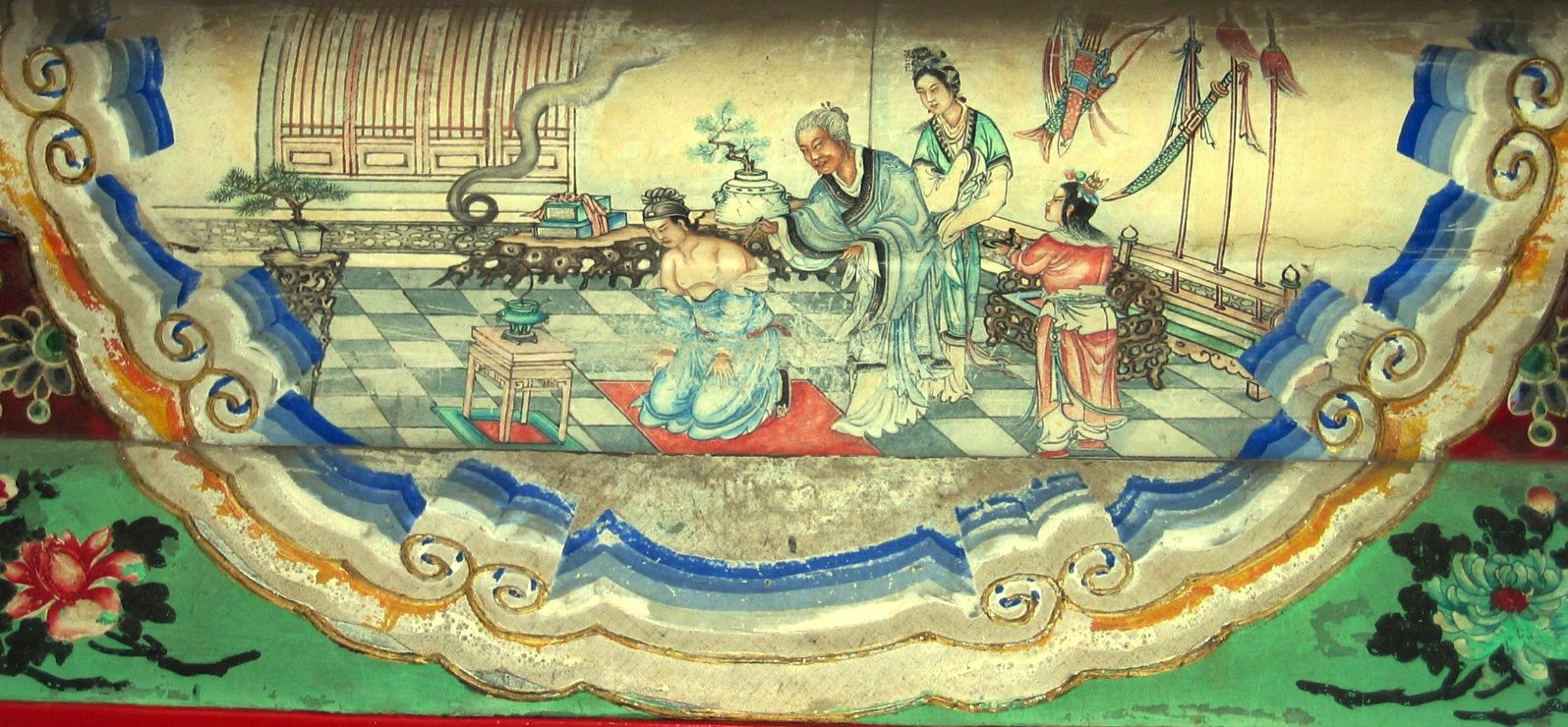
악비의 등에 진충보국을 새기는 모친

그의 첫 무술 스승은 그 고장에서 창술과 검술 사범으로 유명한 진광(陳廣)이었다. 그는 악비가 11세였을 때부터 창술을 가르치기 시작했다.
그러나, 손유(孫逌)가 저술한 악왕사(鄂王事)에서는 진광은 악비의 외조부 요대옹(姚大翁)에 의해 고용되었다고 한다. 성년이 되었을 때, 그의 두 번째 무술 스승은 궁술을 가르친 주동(周同)이었다. 송사(宋史) 악비전(嶽飛傳)에서는 악비에 대해서 300척(90m)까지 활을 쏠 수 있고, 노(弩)를 8석(石)까지 감당할 수 있었다고 기록하고 있다.

### 금나라와 전쟁
1122년 개봉을 방어하고 있던, 종척을 따라 의용군으로 참가 했다. 그의 뛰어난 무용은 금나라와의 싸움에서 두드러지게 나타나 전공을 세우고, 정강의 변으로 남송이 들어서자 우한(武漢)과 양양(襄陽)을 거점으로 후베이성(湖北省) 일대를 영유하는 대군벌(大軍閥)이 되었다.
1126년 여진족이 세운 금나라의 군대가 화북(華北) 지방을 침입하여 맞서 싸웠으나 중과부적으로 후퇴했고, 금나라가 화북을 점령하고 북송의 수도인 개봉을 점령하자 고종을 따라 남하하였다. 악비가 이끄는 군대는 싸움에서는 반드시 이기고, 백성들에게는 결코 폐를 끼치는 일이 없어 마을에 들어설 때마다 백성들이 앞다투어 술과 고기를 바칠 정도였다고 한다. 이 군단은 '악비가 이끄는 군대'라는 뜻의 '악가군'이라 불리며 남송 제일의 최정예 군단으로 꼽혔다.
악가군은 유광세(劉光世)·한세충(韓世忠)·장준(張俊)등의 군벌의 병력과 협력하여 금나라 군대의 침공을 화이허 강(淮河), 친링산맥(秦嶺) 선상(線上)에서 저지하는 전공을 올렸다. 당시 악비의 군대는 사기가 충천했고 금나라 군대는 점차 세력이 약화되어 갔다. 그는 구릉지가 많은 강남지역의 지리적인 이점을 잘 이용하여 금의 기마공격을 막았다.

### 북방 수복 노력

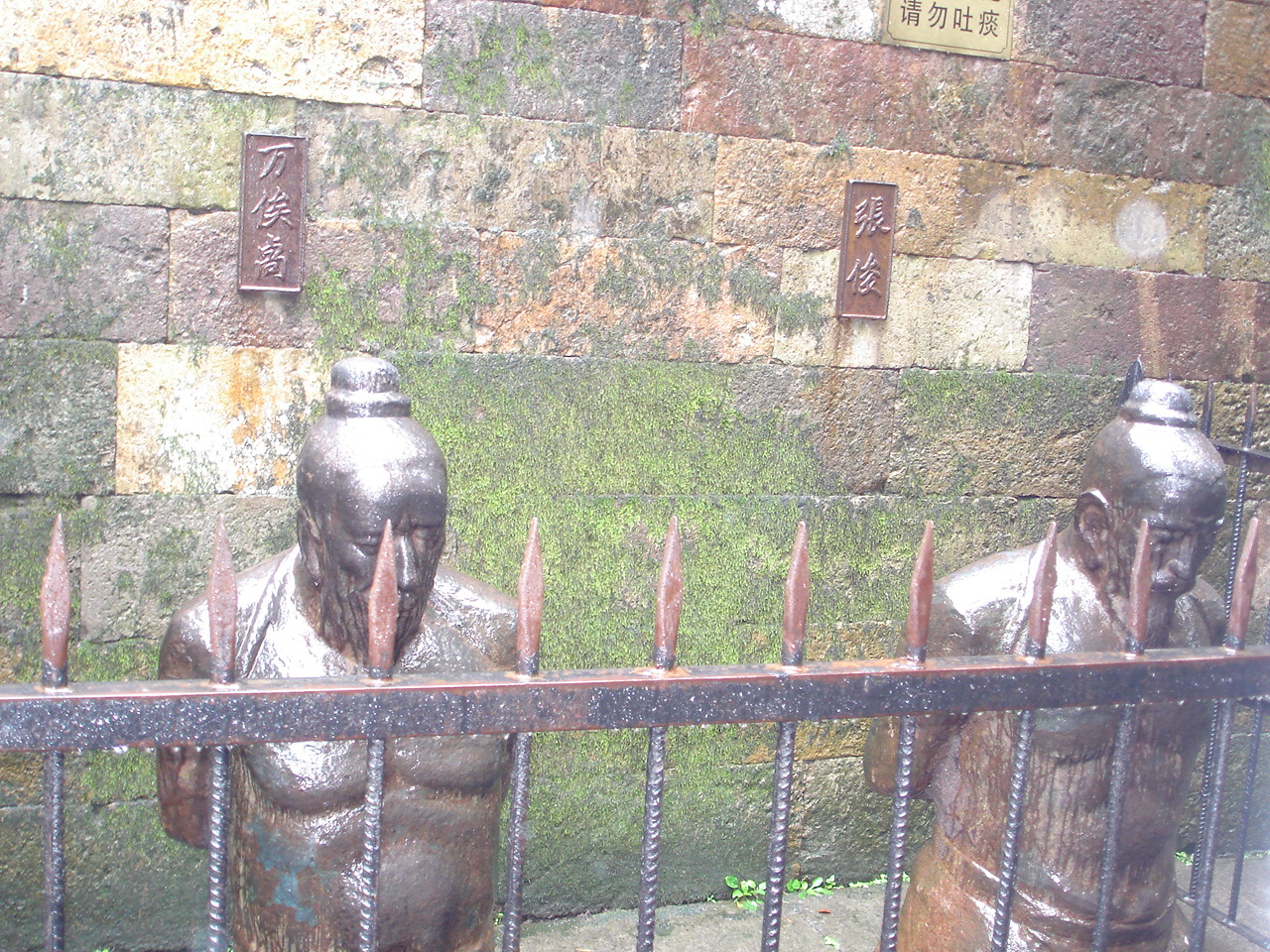
진회에게 붙어 악비를 죽게 한 장준(張俊)과 묵기설(万俟卨)의 무릎꿇은 동상

고종과 함께 남쪽으로 퇴각한 악비는 정원장군(靖遠將軍)·절도사(節度使)를 거쳐 무승진(武勝鎭)·정국진(定國鎭)의 2개 진의 절도사에 제수되었다. 1136년 선무부사(宣撫副使), 1137년 선무사에 임명되어 장강과 화이허강(淮河) 남부 사이에 위치한 중원(中原) 지역의 회복에 진력했으며, 이로써 금이 점령했던 일부 지역을 수복할 수 있었다.
악비는 조정 내에서도 북벌론을 주장했다. 하지만 북진하여 잃어버렸던 모든 영토를 수복하고자 했던 그의 노력은 주화파(主和派)의 반감을 불러일으켰다. 당시 남송 조정에서는 재상인 진회(秦檜)가 금나라와 화평론(和平論)을 주장하였으며 연일 승전보를 알려오는 악비를 못마땅하게 생각했다. 주전파(主戰派)인 군벌들과 이상파(理想派)의 관료들 사이에 분쟁이 지속되었고, 1141년 금나라와 강화를 주장하였던 재상 진회는 군벌끼리의 불화를 틈타서 그들의 군대 지휘권을 박탈하고 소속 병사들을 모두 중앙군으로 개편하였다.

### 악비의 최후
1141년 조정의 군제 개편 명령에 복종하지 않은 악비는 무고한 누명을 쓰고 양자 악운과 악가군의 최고 간부인 장헌과 함께 투옥된 뒤 살해되었다. 이때 그의 나이는 39세, 악운의 나이는 23세였다. 그리고 북방의 영토를 포기하고 금을 섬기며 조공을 바친다는 내용의 화의(和議)를 체결하였고, 이 화의를 굴욕으로 본 인사들에 의해 당대에 복권 여론이 조성되었다.
1155년 진회가 죽고 난후 혐의가 풀리고 명예가 회복되었으며, 1178년 무목(武穆)의 시호를 받고, 구국(救國)의 영웅으로 1204년 악왕(鄂王)으로 추봉되어 항주의 서호 부근의 악왕묘(岳王廟)에 배향되었다. 이후 효종은 악비의 죽음을 아쉬워했고 그의 묘를 크게 지어주고 악왕이라는 별칭과 충무라는 시호를 내렸다. 그리고 효종은 "악비가 살아있어 짐에게 있으면 그에게 모든 것을 해주었을 텐데"라고 아쉬워했다.

## 명언
怒髮衝冠憑欄處 瀟瀟雨歇
성난 머리칼은 관을 뚫을 지경인데, 난간에 기대어 바라보니 쓸쓸히 내리던 비가 그치네.
抬望眼仰天長嘯 壯懷激烈
눈을 들어 하늘을 바라보며 크게 소리 지르니, 장사의 감회가 끓어오른다.
三十功名塵與土 八千里路雲和月
삼십년의 공명이 한낯 먼지에 불과하고, 팔천리 내달렸던 길도 그저 구름과 달빛처럼 흔적없구나.
莫等閒 白了少年頭 空悲切
더이상 기다릴 수 없다. 젊었던 머리칼은 어느새 희어졌으니 비감한 마음만 애절할 뿐.
靖康恥猶未雪 臣子恨何時滅
정강의 치욕은 아직 설욕하지 못했으니 신하로서의 한을 어느 때나 풀 수 있을 것인가.
駕長車 踏破賀蘭山缺
전차를 몰아 하란산을 짓밟아 무너뜨리리라.
壯志饑餐胡虜肉 笑談渴飮匈奴血
배고프면 오랑캐의 살로 배를 채우며, 목 마르면 흉노의 피를 마시리라.
待從頭 收拾舊山河 朝天闕
옛 산하를 다시 되찾은 후에야 천자를 만나 뵈러 가리라.

만강홍(滿江紅)

## 사면

### 복권
정치적인 이유에서 주살당한 악비는 1178년에 정치적인 이유로 복권(復權)되어, 1204년 악왕에 추대되게 되어 시후 근처에 악왕묘(岳王廟)가 건립되었다. 악비의 등에는 그의 어머니에 의해 진충보국(盡忠報國)이라는 문신이 새겨져 있었다고 하는데, 악왕묘에도 진충보국이라는 글자가 새겨져 있다. 1914년 이후에는 관우와 함께 무묘(武廟)에 합사(合祀)되었다.

## 평가
그는 송나라에 대한 절개를 지키다 죽어 간 문천상과 더불어 송나라의 2대 충신이자 제갈량과 함께 충절의 상징으로 여겨졌다. 명나라에 의해 중원이 수복된 이후 문천상, 악비, 제갈량에 대한 숭배를 국가적 차원에서 장려해 왔다. 20세기에 들어와서도 악비는 외세의 침략에 대항하여 투쟁한 구국의 영웅으로 칭송되어왔으며, 지금까지 악비는 관우와 함께 민간에서 무신(武神)으로 대우를 받을만큼 구국의 영웅으로 지지를 받아왔다.
하지만 한족이 아니라 중국과 역사를 같이하는 모든 민족을 끌어안으려는 중국의 역사 공정에 의해 다시 평가절하되고 있다. 금나라의 역사도 곧 중국의 역사라는 역사 인식으로 인해, 금나라에 대항했던 악비는 민중의 지지와는 달리 국가적으로는 평가가 난처해지고 있다.
한편 악비에 대한 부정적 평가가 많아지는 추세인데, 일단 악비의 군공 대부분이 그의 후손이 쓴 편저에 의거한 것이며, 대부분 과장되고 부풀려 졌다는 평가가 많다. 전형적인 군벌로서 이미 수복이 어려워진 전쟁을 질질 끌고 그때 잃은 수많은 병사들로 인한 인구 공백으로 생기는 경제적 손실과 남송 조정에 자금과 군량미를 계속 요구했다는 점에서 백성의 생활을 더 피폐해지게 했다는 평가도 있다.

## 저서
- 《악충무왕집》(岳忠武王集)

## 같이 보기
- 한세충
- 문천상
- 육수부
- 장세걸
- 원숭환

## 참고 문헌
- General Yue Fei ISBN 962-04-1279-6
- èr wáng shì (鄂王事) - by Sun Qiu (孙遒) [ISBN ?]
- History of Song - Biography of Yue Fei (宋史•岳飞传) [ISBN ?]

## 참고 자료
위키미디어 공용에 악비 관련 미디어 분류가 있습니다.